# هاسفورد (فلوریدا)
هاسفورد (به انگلیسی: Hosford) یک منطقهٔ مسکونی در ایالات متحده آمریکا است که در فلوریدا واقع شده‌است. هاسفورد ۶۵۰ نفر جمعیت دارد و ۳۶٫۸۸ متر بالاتر از سطح دریا واقع شده‌است.